# Half the World
"Half the World" är en låt av den kanadensiska progressiv rock bandet Rush. Den släpptes som den tredje låten på albumet Test for Echo, släppt 10 september 1996. Låten släpptes också som andra singel från albumet. Rush spelade "Half the World" 69 gånger live. Den spelades bara på turnén Test for Echo.